# Styringomyia nigrisoma
Styringomyia nigrisoma är en tvåvingeart som beskrevs av Alexander 1956. Styringomyia nigrisoma ingår i släktet Styringomyia och familjen småharkrankar. Inga underarter finns listade i Catalogue of Life.